# Folsomia nigromaculata
Folsomia nigromaculata is een springstaartensoort uit de familie van de Isotomidae. De wetenschappelijke naam van de soort is voor het eerst geldig gepubliceerd in 1981 door Najt.